# Garanoir
Le garanoir N est un cépage de vigne répandu en Suisse. Garanoir fut tout d'abord nommé Gastar, puis Granoir et finalement Garanoir.

## Origine et répartition géographique
Le cépage a été obtenu à Pully en 1970 au Domaine de Caudoz par M. André Jaquinet (à qui l'on doit également le Diolinoir). 
Garanoir et Gamaret sont issus d’un croisement de Gamay (noir) x Reichensteiner (blanc). 
Le Garanoir a été sélectionné parmi les nombreux descendants d’un croisement de Gamay x Reichensteiner où la majorité des cépages rouges présentait des caractéristiques très intéressantes : couleur, précocité, résistance à la pourriture. 
En fécondant le Gamay par du pollen de Reichensteiner on désirait obtenir un cépage rouge précoce, qui aurait des qualités proches de celles du Pinot noir et du Gamay cultivés en Suisse, mais plus résistant à la pourriture. Le Garanoir se vinifie en rouge ou en rosé.

## Aptitudes
Le vin, très fruité, acquiert une couleur intense par macération, il manque parfois d'un peu d’acidité.

## Sources